# Nelly Novaes Coelho
Nelly Novaes Coelho (São Paulo, 17 de maio de 1922 - 29 de novembro de 2017) foi uma ensaísta e crítica literária brasileira.
Sobrinha de Guiomar Novaes, queria ser pianista e estudou no Conservatório Dramático e Musical de São Paulo. Chegou a conseguir uma bolsa para aprofundar seu estudo de piano na Itália, mas desistiu da viagem por causa da Segunda Guerra Mundial. Em 1955, iniciou o curso de Letras na Universidade de São Paulo. Graduada em 1959, lecionou Teoria da Literatura na Faculdade de Filosofia, Ciências e Letras de Marília de 1961 a 1972. Entrou para a USP em 1981, como professora-adjunta. Lecionou literatura infantil até ser aposentada compulsoriamente, em 1992.

## Obras publicadas
- 1964 - Tempo, solidão e morte
- 1966 - O ensino da literatura
- 1974 - Literatura e linguagem - 16.º Prêmio Jabuti
- 1981 - Literatura infantil – Teoria, análise, didática
- 1983 - Dicionário crítico da literatura infantil/juvenil
- 1984 - Panorama histórico da literatura infantil/juvenil
- 1987 - O conto de fadas – símbolos, mitos, arquétipos
- 1993 - A literatura feminina no Brasil contemporâneo
- 2000 - Literatura: arte, conhecimento e vida
- 2000 - Erotismo, Maldição e Misticismo em - José Alcides Pinto
- 2002/2011 - Dicionário crítico de escritoras brasileiras
- 2013 - Escritores brasileiros do século XX: um testamento crítico
- 2015 -Tecendo literatura entre vozes e olhares [3]